# Bassus atripes
Bassus atripes är en stekelart som först beskrevs av Cresson 1865.  Bassus atripes ingår i släktet Bassus och familjen bracksteklar. Inga underarter finns listade.